# Kankabukene
Kankabukene är ett periodiskt vattendrag i Burundi.   Det ligger i provinsen Ngozi, i den norra delen av landet, 80 kilometer nordost om huvudstaden Bujumbura.
Omgivningarna runt Kankabukene är en mosaik av jordbruksmark och naturlig växtlighet. Runt Kankabukene är det tätbefolkat, med 442 invånare per kvadratkilometer.